# Commissione delle Nazioni Unite per i crimini di guerra
La Commissione delle Nazioni Unite per i crimini di guerra (in inglese United Nations War Crimes Commission), inizialmente Commissione delle Nazioni Unite per l'indagine sui crimini di guerra, è stata una commissione delle Nazioni Unite che investigò sui crimini di guerra compiuti dalla Germania nazista e da altre potenze dell'Asse durante la seconda guerra mondiale.
Iniziò i lavori per volontà dei governi britannico e degli altri Alleati nel 1943, due anni prima della fondazione delle Nazioni Unite. L'annuncio della sua costituzione venne dato dal Lord Cancelliere John Simon alla Camera dei comuni il 7 ottobre 1942:
Un similare annuncio venne fatto quello stesso giorno dal governo statunitense tramite una dichiarazione del presidente Roosevelt.
Uno dei suoi compiti fu di raccogliere prove di crimini di guerra per consentire l'arresto e il giusto processo di sospettati criminali di guerra dell'Asse. Non aveva potere giuridico sui criminali: faceva riferimento ai governi dei membri delle Nazioni Unite, che a loro volta potevano istituire i processi (quali quello di Norimberga e quello di Tokyo). Guidata inizialmente da Cecil Hurst, gli subentrò dal 1945 Lord Wright.
In attività dal 1943 al 1948, fu disciolta nel 1949.